# Tooma River
Der Tooma River ist ein Fluss im Südosten des australischen Bundesstaates New South Wales.
Er entspringt an den Südwesthängen des Mount Jagungal in den Snowy Mountains und entwässert einen Teil des westlichen Kosciuszko-Nationalparks. Er fließt zunächst einige Kilometer nach Westen, wendet seinen Lauf dann nach Norden und später wieder nach Westen. Südlich der Kleinstadt Welaregang mündet er in den Murray River.
Der Tooma ist etwa 50 Kilometer lang, hat aber einen jahreszeitlich stark schwankenden Wasserstand, weil er das Wasser der Schneeschmelze abführt.
Das Tooma Reservoir, Teil des Snowy-Mountains-Systems, sammelt das Wasser des Flusses am Oberlauf und führt es zur Tumut Pondage am Tumut River ab, wo es zur Erzeugung von Elektrizität an den Kraftwerken des Tumut River genutzt wird.
Diese Ableitung sorgt für eine Übertragung des Wassers aus dem Einzugsbereich des Murray River in den des Murrumbidgee River, in den der Tumut River mündet. Aber es gibt in anderen Teilen des Snowy-Mountains-Systems Gegenübertragungen.